# HD 115478
HD 115478，又名BD+14 2591，SAO 100497、HR 5013，是一颗恒星，视星等为5.33，位于銀經328.35，銀緯75.26，其B1900.0坐标为赤經13h 12m 18.8s，赤緯+14° 75.26′ 7″。

## 特性
- 光谱分类：K3III
- U−B色指数：1.51
- B−V色指数：1.31
- R−I 色指数：0.66

## 天体测定
- 径向速度 (Rv)	1.51 km/s
- 赤经：-25 mas/yr
- 赤纬：- mas/yr

## 其它命名
BD+14 2591，SAO 100497，HD 115478，HR 5013 